# Plocoglottis bokorensis
Plocoglottis bokorensis là một loài thực vật có hoa trong họ Lan. Loài này được (Gagnep.) Seidenf. miêu tả khoa học đầu tiên năm 1979.